# دنيس سورينسن
دنيس سورينسن (بالدنماركية: Dennis Sørensen)‏ (24 مايو 1981 في الدنمارك - ) هو لاعب كرة قدم دانمركي في مركز الهجوم. شارك مع منتخب الدنمارك تحت 19 سنة لكرة القدم ومنتخب الدنمارك تحت 20 سنة لكرة القدم ومنتخب الدنمارك تحت 21 سنة لكرة القدم ومنتخب الدنمارك لكرة القدم. أما مع النوادي، فقد لعب مع إنيرجي كوتبوس ونادي لينغبي ونادي ميتييلاند ونادي نوردشيلاند وفيستزيلند ‏.

## وصلات خارجية
- دنيس سورينسن على موقع قاعدة بيانات كرة القدم.إي يو (الإنجليزية)
- دنيس سورينسن على موقع بيانات كرة القدم. دي إي (الألمانية)
- دنيس سورينسن على موقع ناشيونال فوتبول تيمز (الإنجليزية)
- دنيس سورينسن على موقع Soccerway.com (الإنجليزية)